# Liphistius lordae
Liphistius lordae is een spinnensoort uit de familie Liphistiidae. De soort komt voor in Myanmar.